# Аеродром Бреге
Аеродром Бреге (: , : ) је спортски аеродром у Краљеву, Србија. Аеродром је лоциран на око 2,5 km североисточно од центра града. Аеродром се користи за спортско и аматерско летење. Полетно-слетна стаза је димензија 1.100x52 m.
У склопу аеродрома ради и аеро-клуб „Михајло Петровић”.